# Calascibetta
Calascibetta é uma comuna italiana da região da Sicília, província de Enna, com cerca de 4.797 habitantes. Estende-se por uma área de 88,18 km², tendo uma densidade populacional de 55 hab/km². Faz fronteira com Bompietro (PA), Enna, Gangi (PA), Leonforte, Nicosia, Villarosa.

## Demografia
| Variação demográfica do município entre 1861 e 2011                               |
|                                                                                   |
| Fonte: Istituto Nazionale di Statistica (ISTAT) - Elaboração gráfica da Wikipedia |